# Belonidae
I Belonidae sono una famiglia di pesci ossei marini e d'acqua dolce appartenenti all'ordine Beloniformes. Sono noti in italiano come aguglie ed in inglese come needlefish.

## Distribuzione e habitat
Questa famiglia è cosmopolita nei mari tropicali e temperati ed è presente con alcune specie nei fiumi delle regioni tropicali di Asia ed America del sud. Nel mar Mediterraneo sono presenti 4 specie: Belone belone, Belone svetovidovi, Tylosurus acus e la lessepsiana Tylosurus choram.

Le specie marine sono in genere pelagiche e si trovano sia al largo che vicino alle coste (durante la stagione riproduttiva), soprattutto nei pressi delle barriere coralline. Molte specie sono eurialine e penetrano nelle foci e nelle lagune salmastre.

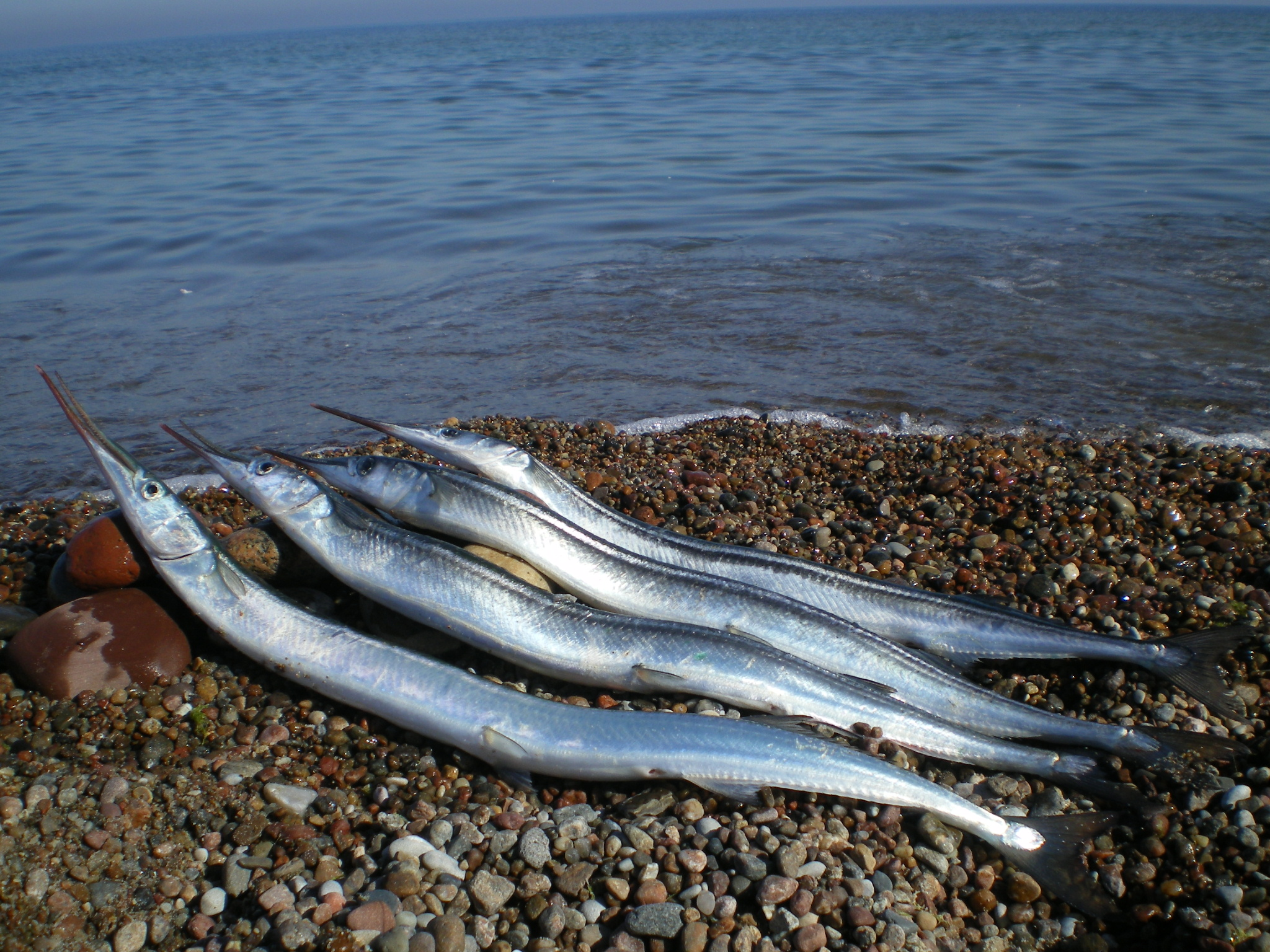
Belone belone

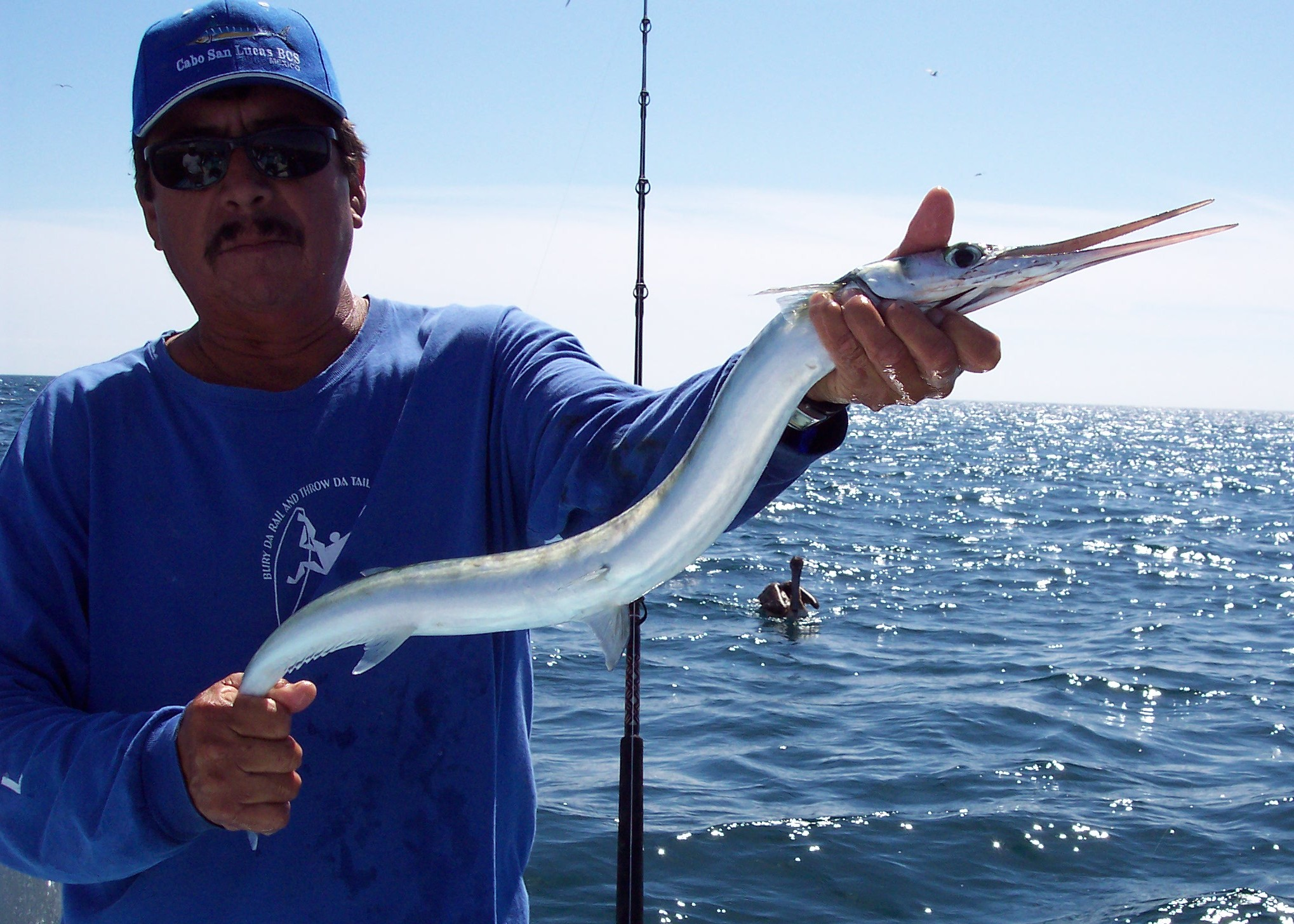
Strongylura exilis

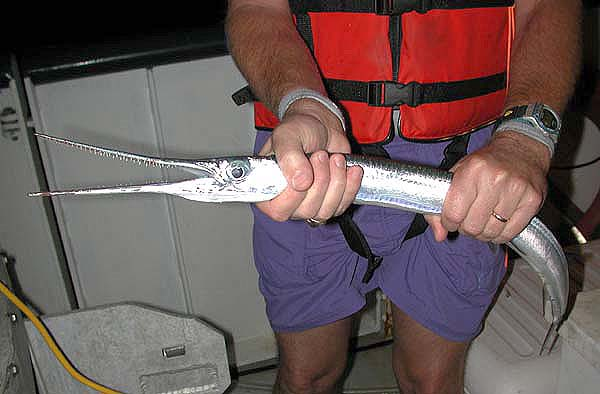
Tylosurus crocodilus

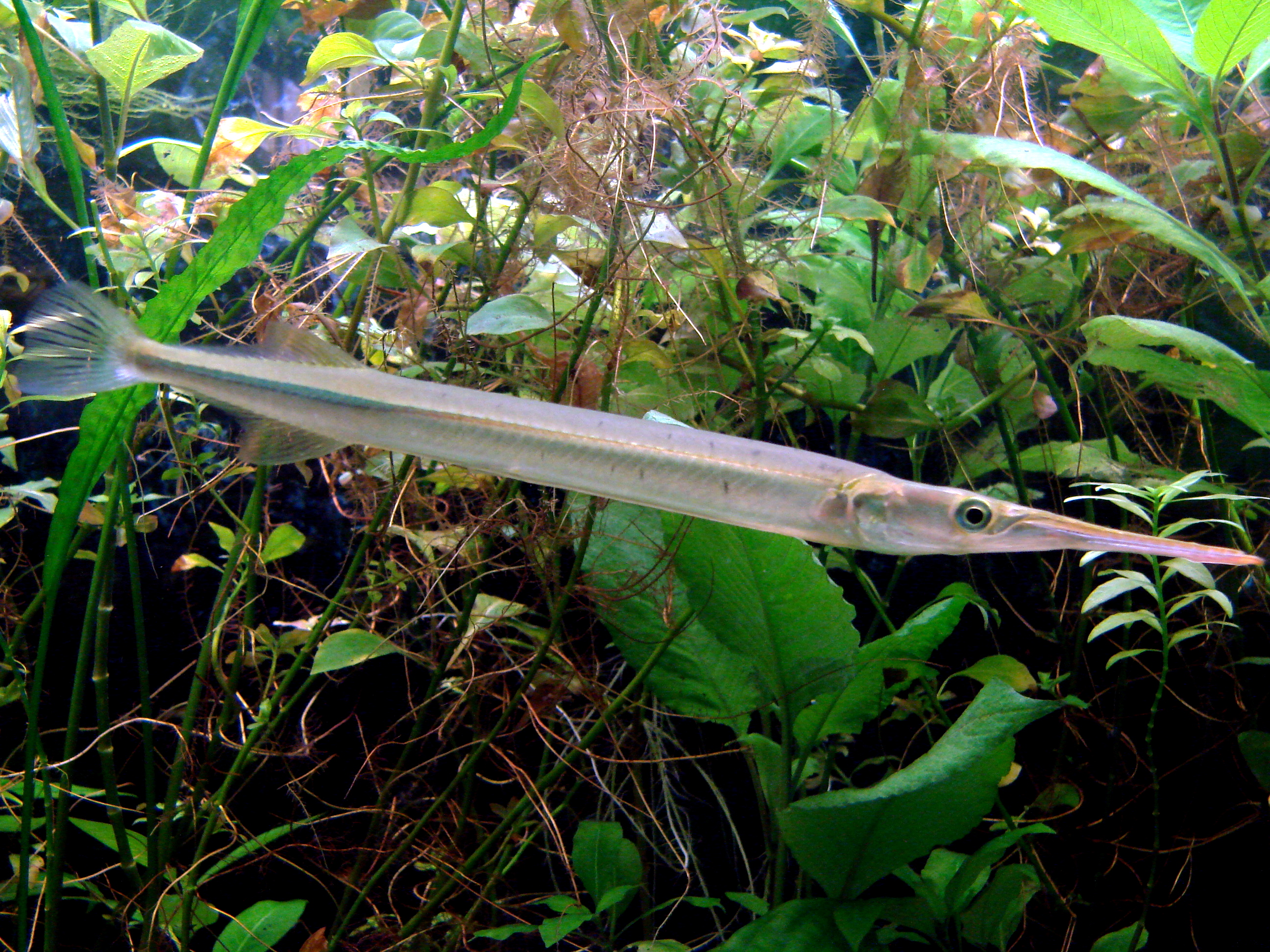
Xenentodon cancila, specie d'acqua dolce

## Descrizione
Tutti i Belonidae hanno un aspetto simile ed inconfondibile, molto fine e allungato (da cui il nome inglese di needlefishes, pesci ago) con entrambe le mascelle molto allungate e sottili a formare un rostro fortemente armato di denti. La pinna dorsale e la pinna anale sono simmetriche e molto arretrate, con un lobo rilevato nella parte iniziale. La pinna caudale di solito è forcuta ma in alcune specie, soprattutto d'acqua dolce, può essere arrotondata. Le pinne ventrali sono arretrate. La linea laterale decorre nella metà inferiore del corpo. Le ossa hanno colore verde vivo in quasi tutte le specie.

Il colore è in genere azzurro argenteo con una striscia blu laterale, talvolta giallastro nelle specie dulcacquicole. In molte specie la punta della mandibola ha colore rosso.

Alcune specie dei generi Tylosurus e Strongylura possono raggiungere i 150 cm di lunghezza ma le altre specie sono di solito molto più piccole.

## Alimentazione
Sono tutti predatori che catturano piccoli pesci ed invertebrati pelagici.

## Riproduzione
Le uova hanno filamenti appiccicosi che le attaccano fra loro ed agli oggetti sommersi.

## Pesca
Abboccano facilmente alle lenze a traina, a spinning o alle esche naturali pescando da riva e si catturano anche con reti da posta, reti da circuizione o appositi palamiti (agugliare). Le carni sono ottime in quasi tutte le specie ma sono talvolta consumate con diffidenza a causa del colore verde delle ossa. In alcuni luoghi sono addirittura considerate a torto velenose.

## Pericoli per l'uomo
Alcune grandi specie sono attratte dalle luci delle lampare e possono saltare trafiggendo i pescatori. Si sono avuti anche casi mortali.

## Generi
- Ablennes
- Belone
- Belonion
- Petalichthys
- Platybelone
- Potamorrhaphis
- Pseudotylosurus
- Strongylura
- Tylosurus
- Xenentodon